# Jerzy Krawczyk (piłkarz)
Jerzy Krawczyk (ur. 12 maja 1953 w Lublinie) – polski piłkarz i trener. Wychowanek Motoru Lublin.

## Przebieg kariery
W 1974 jako piłkarz Motoru został królem strzelców II ligi. W 1975 przeniósł się do Stali Mielec, z którą w 1976 dotarł do 1/4 finału Pucharu UEFA i zdobył mistrzostwo Polski. W Stali rozegrał 42 mecze w I lidze, strzelając dwie bramki. W późniejszym okresie występował w Widzewie Łódź, ponownie w Motorze Lublin, francuskim FC Cournon-d'Auvergne oraz w Wiśle Puławy.
Po zakończeniu kariery piłkarskiej trenował m.in. Hetmana Zamość, Avię Świdnik, Lubliniankę, Wisłę Puławy, Lewart Lubartów i Motor Lublin.